# Joan Manuel Margalef Miralles
Joan Manuel Margalef Miralles   (Amposta, 1 de gener de 1949) és un arquitecte català de les terres de l'Ebre, antic diputat al Parlament de Catalunya.

## Biografia
Llicenciat en arquitectura, a les eleccions al Parlament de Catalunya de 1980 va obtenir un escó de diputat per la circumscripció de Tarragona dins les llistes de Centristes de Catalunya-UCD. Dins del Parlament de Catalunya de 1980 a 1984 va formar part de la Comissió de Política Territorial, de la Comissió de Política Cultural, de la Comissió d'investigació sobre la central nuclear d'Ascó, de la Comissió d'Organització i Administració de la Generalitat i Govern Local, de la Comissió de l'Estatut dels Diputats, de la Comissió d'Agricultura, Ramaderia i Pesca, de la Comissió d'Economia, Finances i Pressupost, de la Comissió de Política Social i de la Comissió de Reglament. Després de l'ensulsiada de l'UCD va abandonar la política i se centrà en la seva tasca d'arquitecte, assolint la presidència de la demarcació de l'Ebre del Col·legi d'Arquitectes. El 1999, en aquesta qualitat, va participar en la ponència La conservació del patrimoni industrial i agrari dins la Universitat Catalana d'Estiu.
El maig de 2014 fou reescollit com a president de la demarcació de l'Ebre del Col·legi d'Arquitectes de Catalunya.